# 1934-es labdarúgó-világbajnokság (keretek)
Ez a szócikk tartalmazza a 1934-es labdarúgó-világbajnokságon részt vevő válogatottak játékoskereteit. Az 1934-es labdarúgó-világbajnokságot 1934. május 27 és június 10. között rendezték Olaszországban.
Brazília és Csehszlovákia volt az a két válogatott, melyek keretében külföldön szereplő játékosok is szerepeltek.

## Argentína
Szövetségi kapitány:  Felipe Pascucci
| Szám | Poszt | Név                      | Születési dátum (Kor)          | Vál. | Klub                          |
| ---- | ----- | ------------------------ | ------------------------------ | ---- | ----------------------------- |
| -    | K     | Héctor Freschi           | 1911. május 22. (23 éves)      |      | Sarmiento de Resistencia      |
| -    | K     | Ángel Grippa             | 1914. március 2. (20 éves)     |      | Club Sportivo Alsina          |
| -    | V     | Ramón Astudillo          |                                |      | Colón de Santa Fe             |
| -    | V     | Ernesto Belis            | 1909. február 1. (25 éves)     |      | Defensores de Belgrano        |
| -    | V     | Enrique Chimento         |                                |      | Barracas Central              |
| -    | V     | Juan Pedevilla           | 1909. június 6. (25 éves)      |      | Estudiantil Porteño           |
| -    | KP    | Ernesto Albarracín       | 1908.                          |      | Sportivo Buenos Aires         |
| -    | KP    | Arcadio López            | 1910. szeptember 15. (23 éves) |      | Sportivo Buenos Aires         |
| -    | KP    | Alfonso Lorenzo          |                                |      | Barracas Central              |
| -    | KP    | José Nehin               | 1905. október 13. (28 éves)    |      | Sportivo Desamparados         |
| -    | KP    | Constantino Urbieta Sosa | 1907. augusztus 12. (26 éves)  |      | Godoy Cruz                    |
| -    | CS    | Alfredo Devincenzi       | 1907. június 24. (26 éves)     |      | Estudiantil Porteño           |
| -    | CS    | Alberto Galateo          | 1911. május 22. (23 éves)      |      | Unión de Santa Fe             |
| -    | CS    | Roberto Irañeta          | 1915. március 21. (19 éves)    |      | Gimnasia y Esgrima de Mendoza |
| -    | CS    | Luis Izzeta              | 1903. január 1. (31 éves)      |      | Defensores de Belgrano        |
| -    | CS    | Francisco Pérez          |                                |      | Almagro                       |
| -    | CS    | Francisco Rúa            | 1911. február 4. (23 éves)     |      | Sportivo Dock Sud             |
| -    | CS    | Federico Wilde           | 1909.                          |      | Unión de Santa Fe             |

## Ausztria
Szövetségi kapitány:  Hugo Meisl
| Szám | Poszt | Név               | Születési dátum (Kor)          | Vál. | Klub         |
| ---- | ----- | ----------------- | ------------------------------ | ---- | ------------ |
| -    | K     | Friederich Franzl | 1905. március 6. (29 éves)     | 13   | Wiener SC    |
| -    | K     | Peter Platzer     | 1910. május 29. (24 éves)      | 10   | Admira Wien  |
| -    | K     | Rudolf Raftl      | 1911. február 7. (23 éves)     | 1    | Rapid Wien   |
| -    | V     | Franz Cisar       | 1908. november 28. (25 éves)   | 5    | Wiener SC    |
| -    | V     | Anton Janda       | 1904. május 1. (30 éves)       | 9    | Admira Wien  |
| -    | V     | Willibald Schmaus | 1911. június 16. (22 éves)     | 0    | First Vienna |
| -    | V     | Karl Sesta        | 1906. március 18. (28 éves)    | 16   | Wiener SC    |
| -    | KP    | Leopold Hofmann   | 1905. október 31. (28 éves)    | 19   | First Vienna |
| -    | KP    | Josef Smistik     | 1905. november 28. (28 éves)   | 28   | Rapid Wien   |
| -    | KP    | Johann Urbanek    | 1910. október 10. (23 éves)    | 0    | Admira Wien  |
| -    | KP    | Franz Wagner      | 1911. szeptember 23. (22 éves) | 7    | Rapid Wien   |
| -    | CS    | Josef Bican       | 1913. szeptember 25. (20 éves) | 6    | Rapid Wien   |
| -    | CS    | Georg Braun       | 1907. február 22. (27 éves)    | 6    | Wiener SC    |
| -    | CS    | Josef Hassmann    | 1910. május 21. (24 éves)      | 0    | First Vienna |
| -    | CS    | Johann Horvath    | 1903. május 20. (31 éves)      | 41   | First Vienna |
| -    | CS    | Matthias Kaburek  | 1911. február 9. (23 éves)     | 2    | Rapid Wien   |
| -    | CS    | Anton Schall      | 1907. június 22. (26 éves)     | 26   | Admira Wien  |
| -    | CS    | Matthias Sindelar | 1903. február 10. (31 éves)    | 29   | Austria Wien |
| -    | CS    | Josef Stroh       | 1913. március 5. (21 éves)     | 0    | Austria Wien |
| -    | CS    | Rudolf Viertl     | 1902. november 12. (31 éves)   | 9    | Austria Wien |
| -    | CS    | Hans Walzhofer    | 1906. március 23. (28 éves)    | 4    | Wacker Wien  |
| -    | CS    | Karl Zischek      | 1910. augusztus 28. (23 éves)  | 20   | Wacker Wien  |

## Belgium
Szövetségi kapitány:  Hector Goetinck
| Szám | Poszt | Név                  | Születési dátum (Kor)          | Vál. | Klub                  |
| ---- | ----- | -------------------- | ------------------------------ | ---- | --------------------- |
| -    | K     | Arnold Badjou        | 1909. június 26. (24 éves)     | 12   | Daring Club Molenbeek |
| -    | K     | André Vandeweyer     | 1909. június 21. (24 éves)     | 4    | Union SG              |
| -    | V     | Constant Joacim      | 1908. március 3. (26 éves)     | 2    | Berchem Sport         |
| -    | V     | Jules Pappaert       | 1905. november 5. (28 éves)    | 4    | Union SG              |
| -    | V     | Philibert Smellinckx | 1911. január 17. (23 éves)     | 5    | Union SG              |
| -    | KP    | Désiré Bourgeois     | 1908. december 13. (25 éves)   | 2    | KV Mechelen           |
| -    | KP    | Jean Claessens       | 1908. június 18. (25 éves)     | 12   | Union SG              |
| -    | KP    | August Hellemans     | 1907. szeptember 14. (26 éves) | 28   | KV Mechelen           |
| -    | KP    | Frans Peeraer        | 1913. február 15. (21 éves)    | 2    | Antwerp               |
| *    | KP    | Victor Putmans       | 1914. május 29. (20 éves)      | 0    | Standard Liège        |
| -    | KP    | Charles Simons       | 1906. október 27. (27 éves)    | 10   | Antwerp               |
| -    | KP    | Joseph Van Ingelgem  | 1912. január 23. (22 éves)     | 11   | Daring Club Molenbeek |
| -    | KP    | Félix Welkenhuysen   | 1908. december 12. (25 éves)   | 3    | Union SG              |
| -    | CS    | Jean Brichaut        | 1911. július 29. (22 éves)     | 11   | Standard Liège        |
| -    | CS    | Jean Capelle         | 1913. október 26. (20 éves)    | 14   | Standard Liège        |
| -    | CS    | François Devries     | 1913. augusztus 21. (20 éves)  | 0    | Antwerp               |
| -    | CS    | Laurent Grimmonprez  | 1902. december 14. (31 éves)   | 9    | KRC Gent              |
| -    | CS    | Albert Heremans      | 1906. április 13. (28 éves)    | 6    | Daring Club Molenbeek |
| -    | CS    | Robert Lamoot        | 1911. március 18. (23 éves)    | 1    | Daring Club Molenbeek |
| -    | CS    | René Ledent          | 1907. november 8. (26 éves)    | 3    | Standard Liège        |
| -    | CS    | Louis Versyp         | 1908. december 5. (25 éves)    | 33   | Club Brugge           |
| -    | CS    | Bernard Voorhoof     | 1910. május 10. (24 éves)      | 31   | Lierse                |

## Brazília
Szövetségi kapitány:  Luiz Vinhaes
| Szám | Poszt | Név                | Születési dátum (Kor)         | Vál. | Klub                  |
| ---- | ----- | ------------------ | ----------------------------- | ---- | --------------------- |
| -    | K     | Germano            | 1911. március 14. (23 éves)   |      | Botafogo              |
| -    | K     | Pedrosa            | 1913. július 8. (20 éves)     |      | Botafogo              |
| -    | V     | Luiz Luz           | 1909. november 29. (24 éves)  |      | Peñarol               |
| -    | V     | Octacílio          | 1909. november 21. (24 éves)  |      | Botafogo              |
| -    | V     | Sylvio Hoffmann    | 1905. május 11. (29 éves)     |      | São Paulo da Floresta |
| -    | KP    | Ariel              | 1910. február 22. (24 éves)   |      | Botafogo              |
| -    | KP    | Canalli            | 1907. március 12. (27 éves)   |      | Botafogo              |
| -    | KP    | Martim             | 1911. március 2. (23 éves)    |      | Botafogo              |
| -    | KP    | Tinoco             | 1904. december 2. (29 éves)   |      | Vasco da Gama         |
| -    | KP    | Waldyr             | 1912. március 21. (22 éves)   |      | Botafogo              |
| -    | CS    | Armando dos Santos | 1911. március 6. (23 éves)    |      | São Paulo da Floresta |
| -    | CS    | Áttila             | 1910. december 16. (23 éves)  |      | Botafogo              |
| -    | CS    | Carvalho Leite     | 1912. június 25. (21 éves)    |      | Botafogo              |
| -    | CS    | Leônidas           | 1913. szeptember 6. (20 éves) |      | Vasco da Gama         |
| -    | CS    | Luisinho           | 1911. március 29. (23 éves)   |      | São Paulo da Floresta |
| -    | CS    | Patesko            | 1910. november 12. (23 éves)  |      | Nacional              |
| -    | CS    | Waldemar de Britto | 1913. május 17. (21 éves)     |      | São Paulo da Floresta |

## Csehszlovákia
Szövetségi kapitány:  Karel Petrů
| Szám | Poszt | Név                | Születési dátum (Kor)          | Vál. | Klub            |
| ---- | ----- | ------------------ | ------------------------------ | ---- | --------------- |
|      | K     | Ehrenfried Patzel  | 1914. december 2. (19 éves)    | 0    | Teplitzer FK    |
|      | K     | František Plánička | 1904. június 2. (30 éves)      | 48   | Slavia Praha    |
|      | V     | Jaroslav Burgr     | 1906. március 7. (28 éves)     | 31   | AC Sparta Praha |
|      | V     | Josef Čtyřoký      | 1906. szeptember 30. (27 éves) | 18   | AC Sparta Praha |
|      | V     | Ferdinand Daučík   | 1910. május 31. (24 éves)      | 1    | Slavia Praha    |
|      | V     | Ladislav Ženíšek   | 1904. március 7. (30 éves)     | 15   | Slavia Praha    |
|      | KP    | Jaroslav Bouček    | 1912. november 13. (21 éves)   | 1    | AC Sparta Praha |
|      | KP    | Štefan Čambal      | 1908. december 17. (25 éves)   | 14   | Slavia Praha    |
|      | KP    | Vlastimil Kopecký  | 1912. október 14. (21 éves)    | 4    | Slavia Praha    |
|      | KP    | Josef Košťálek     | 1909. augusztus 31. (24 éves)  | 11   | AC Sparta Praha |
|      | KP    | Rudolf Krčil       | 1906. március 5. (28 éves)     | 12   | Slavia Praha    |
|      | KP    | Adolf Šimperský    | 1909. augusztus 5. (24 éves)   | 10   | Slavia Praha    |
|      | KP    | Erich Srbek        | 1908. június 4. (26 éves)      | 6    | AC Sparta Praha |
|      | KP    | František Šterc    | 1912. január 27. (22 éves)     | 0    | SK Židenice     |
|      | KP    | Antonín Vodička    | 1907. március 1. (27 éves)     | 14   | Slavia Praha    |
|      | CS    | František Junek    | 1907. január 17. (27 éves)     | 26   | Slavia Praha    |
|      | CS    | Kalocsay Géza      | 1913. május 30. (21 éves)      | 1    | AC Sparta Praha |
|      | CS    | Oldřich Nejedlý    | 1909. december 25. (24 éves)   | 14   | AC Sparta Praha |
|      | CS    | Antonín Puč        | 1907. május 16. (27 éves)      | 42   | Slavia Praha    |
|      | CS    | Josef Silný        | 1902. január 23. (32 éves)     | 49   | Nimes           |
|      | CS    | Jiří Sobotka       | 1911. június 6. (23 éves)      | 3    | Slavia Praha    |
|      | CS    | František Svoboda  | 1905. július 5. (28 éves)      | 39   | Slavia Praha    |

## Egyesült Államok
Szövetségi kapitány:  David Gould
| Szám | Poszt | Név              | Születési dátum (Kor)          | Vál. | Klub                          |
| ---- | ----- | ---------------- | ------------------------------ | ---- | ----------------------------- |
| -    | K     | Julius Hjulian   | 1903. március 15. (31 éves)    | 1    | Chicago Wonderbolts           |
| -    | V     | Ed Czerkiewicz   | 1912. július 8. (21 éves)      | 1    | Pawtucket Rangers             |
| -    | V     | Al Harker        | 1910. április 11. (24 éves)    | 0    | Philadelphia German-Americans |
| -    | V     | Joe Martinelli   | 1916. augusztus 22. (17 éves)  | 0    | Pawtucket Rangers             |
| -    | V     | George Moorhouse | 1901. május 4. (33 éves)       | 6    | New York Americans            |
| -    | V     | Herman Rapp      | 1908. december 6. (25 éves)    | 0    | Philadelphia German-Americans |
| -    | KP    | Tom Amrhein      | 1911. március 9. (23 éves)     | 0    | Baltimore Canton              |
| -    | KP    | Bill Fiedler     | 1910. január 10. (24 éves)     | 0    | Philadelphia German-Americans |
| -    | KP    | Tom Florie       | 1897. szeptember 6. (36 éves)  | 7    | Pawtucket Rangers             |
| -    | KP    | Jimmy Gallagher  | 1901. június 7. (33 éves)      | 7    | Cleveland Slavia              |
| -    | KP    | Billy Gonsalves  | 1908. augusztus 10. (25 éves)  | 5    | St. Louis Stix, Baer & Fuller |
| -    | KP    | William Lehman   | 1901. december 20. (32 éves)   | 1    | St. Louis Stix, Baer & Fuller |
| -    | KP    | Tom Lynch        |                                | 0    | Brooklyn Celtic               |
| -    | KP    | Peter Pietras    | 1908. április 21. (26 éves)    | 1    | Philadelphia German-Americans |
| -    | CS    | Walter Dick      | 1905. szeptember 20. (28 éves) | 0    | Pawtucket Rangers             |
| -    | CS    | Aldo Donelli     | 1907. július 22. (26 éves)     | 1    | Pittsburgh Curry Silver Tops  |
| -    | CS    | Willie McLean    | 1904. január 27. (30 éves)     | 1    | St. Louis Stix, Baer & Fuller |
| -    | CS    | Werner Nilsen    | 1904. február 24. (30 éves)    | 1    | St. Louis Stix, Baer & Fuller |
| -    | CS    | Francis Ryan     | 1908. január 10. (26 éves)     | 2    | Philadelphia German-Americans |

## Egyiptom
Szövetségi kapitány:  James McRea
| Szám | Poszt | Név                 | Születési dátum (Kor)         | Vál. | Klub                   |
| ---- | ----- | ------------------- | ----------------------------- | ---- | ---------------------- |
| -    | K     | Azíz Fahmi          | 1908. szeptember 6. (25 éves) | 1    | el-Ahlí                |
| -    | K     | Musztafa Manszúr    | 1914. augusztus 2. (19 éves)  |      | el-Ahlí                |
| -    | V     | Abd el-Hamíd Abduh  | 1905. december 20. (28 éves)  |      | Al-Olympi Alexandria   |
| -    | V     | Ali el-Káf          | 1908. április 10. (26 éves)   | 2    | Zamalek Mokhtalat      |
| -    | V     | Jákút esz-Szúri     |                               | 4    | Al-Ittihád             |
| -    | V     | el-Hamíd            | 1907 (26–27 éves)             | 2    | Al-Olympi Alexandria   |
| -    | KP    | Mohammed Baháti     |                               | 1    | Zamalek Mokhtalat      |
| -    | KP    | Haszan el-Fár       | 1913. január 1. (21 éves)     | 2    | Zamalek Mokhtalat      |
| -    | KP    | Ahmed Halím Ibráhím | 1910. február 10. (24 éves)   |      | Zamalek Mokhtalat      |
| -    | KP    | Háfez Kaszíb        |                               | 0    | Al-Olympi Alexandria   |
| -    | KP    | Iszmáíl Rafat       | 1908. január 1. (26 éves)     | 0    | Zamalek Mokhtalat      |
| -    | KP    | Haszan Rágib        | 1904. január 1. (30 éves)     | 2    | Union Recreation Ithad |
| -    | KP    | Ali Sáfi            | 1908. április 10. (26 éves)   | 0    | Zamalek Mokhtalat      |
| -    | CS    | Vagíh el-Kásef      | 1909. február 5. (25 éves)    | 0    | el-Ahlí                |
| -    | CS    | Mahmúd en-Nígero    |                               | 0    | Cairo Shourta Police   |
| -    | CS    | et-Tets             | 1907. december 23. (26 éves)  | 5    | el-Ahlí                |
| -    | CS    | Abd er-Rahmán Fauzi | 1909. augusztus 11. (24 éves) | 2    | Al-Masry AC Port Said  |
| -    | CS    | Mohammed Haszan     | 1905. február 5. (29 éves)    | 0    | Al-Masry AC Port Said  |
| -    | CS    | Mohammed Latíf      | 1909. október 23. (24 éves)   | 2    | Zamalek Mokhtalat      |
| -    | CS    | Labíb Mahmúd        | 1907. augusztus 25. (26 éves) | 1    | el-Ahlí                |
| -    | CS    | Kámel Maszúd        | 1914. augusztus 2. (19 éves)  |      |                        |
| -    | CS    | Mosztafa Taha       | 1910. március 23. (24 éves)   |      | Zamalek Mokhtalat      |

## Franciaország
Szövetségi kapitány:  Sid Kimpton
| Szám | Poszt | Név                 | Születési dátum (Kor)         | Vál. | Klub                   |
| ---- | ----- | ------------------- | ----------------------------- | ---- | ---------------------- |
| -    | K     | Robert Défossé      | 1909. június 16. (24 éves)    | 8    | Lille OSC              |
| -    | K     | René Llense         | 1913. július 14. (20 éves)    | 0    | FC Sète                |
| -    | K     | Alex Thépot         | 1906. július 30. (27 éves)    | 28   | Red Star Paris         |
| -    | V     | Joseph Gonzales     | 1907. február 19. (27 éves)   | 0    | Fives                  |
| -    | V     | Jacques Mairesse    | 1905. február 27. (29 éves)   | 5    | Red Star Paris         |
| -    | V     | Étienne Mattler     | 1905. december 25. (28 éves)  | 22   | FC Sochaux             |
| -    | V     | Jules Vandooren     | 1908. december 30. (25 éves)  | 7    | OC Lillois             |
| -    | KP    | Georges Beaucourt   | 1912. április 15. (22 éves)   | 0    | Lille OSC              |
| -    | KP    | Edmond Delfour      | 1907. november 1. (26 éves)   | 25   | RC Paris               |
| -    | KP    | Célestin Delmer     | 1907. február 15. (27 éves)   | 12   | Amiens SC              |
| -    | KP    | Louis Gabrillargues | 1914. június 16. (19 éves)    | 0    | FC Sète                |
| -    | KP    | Noël Lietaer        | 1908. november 17. (25 éves)  | 5    | Excelsior Roubaix      |
| -    | KP    | Roger Rio           | 1913. február 13. (21 éves)   | 10   | FC Rouen               |
| -    | KP    | Georges Verriest    | 1909. július 15. (24 éves)    | 4    | RC Roubaix             |
| -    | CS    | Joseph Alcazar      | 1911. június 15. (22 éves)    | 9    | Olympique de Marseille |
| -    | CS    | Alfred Aston        | 1912. május 16. (22 éves)     | 4    | Red Star Paris         |
| -    | CS    | Roger Courtois      | 1912. május 30. (22 éves)     | 1    | FC Sochaux             |
| -    | CS    | Fritz Keller        | 1913. augusztus 21. (20 éves) | 1    | Strasbourg             |
| -    | CS    | Pierre Korb         | 1908. április 20. (26 éves)   | 12   | FC Mulhouse            |
| -    | CS    | Lucien Laurent      | 1907. december 10. (26 éves)  | 9    | CA Paris               |
| -    | CS    | Jean Nicolas        | 1913. június 9. (21 éves)     | 11   | FC Rouen               |
| -    | CS    | Émile Veinante      | 1907. június 12. (26 éves)    | 11   | RC Paris               |

## Hollandia
Szövetségi kapitány:  Bob Glendenning
| Szám | Poszt | Név                  | Születési dátum (Kor)          | Vál. | Klub                     |
| ---- | ----- | -------------------- | ------------------------------ | ---- | ------------------------ |
| -    | K     | Leo Halle            | 1903. február 17. (31 éves)    | 2    | Go Ahead Eagles Deventer |
| -    | K     | Gejus van der Meulen | 1903. január 23. (31 éves)     | 53   | HFC Haarlem              |
| -    | K     | Adri van Male        | 1910. október 7. (23 éves)     | 4    | Feyenoord Rotterdam      |
| -    | V     | Jan van Diepenbeek   | 1903. augusztus 5. (30 éves)   | 2    | Ajax Amsterdam           |
| -    | V     | Sjef van Run         | 1904. július 12. (29 éves)     | 19   | PSV Eindhoven            |
| -    | V     | Mauk Weber           | 1914. március 1. (20 éves)     | 14   | ADO Den Haag             |
| -    | KP    | Wim Anderiesen       | 1903. november 27. (30 éves)   | 20   | Ajax Amsterdam           |
| -    | KP    | Toon Oprinsen        | 1910. november 25. (23 éves)   | 1    | NOAD Breda               |
| -    | KP    | Bas Paauwe           | 1911. október 4. (22 éves)     | 1    | Feyenoord Rotterdam      |
| -    | KP    | Henk Pellikaan       | 1910. november 10. (23 éves)   | 10   | Longa Tilburg            |
| -    | KP    | Puck van Heel        | 1904. január 21. (30 éves)     | 41   | Feyenoord Rotterdam      |
| -    | CS    | Beb Bakhuys          | 1909. április 16. (25 éves)    | 7    | Zwolsche AC              |
| -    | CS    | Jan Graafland        | 1909. április 16. (25 éves)    | 0    | HBS Craeyenhout          |
| -    | CS    | Wim Lagendaal        | 1909. április 13. (25 éves)    | 0    | Xerxes Rotterdam         |
| -    | CS    | Kees Mijnders        | 1912. szeptember 28. (21 éves) | 3    | DFC Dordrecht            |
| -    | CS    | Jaap Mol             | 1912. február 3. (22 éves)     | 5    | KFC Koog                 |
| -    | CS    | Arend Schoemaker     | 1911. november 8. (22 éves)    | 1    | Quick Den Haag           |
| -    | CS    | Kick Smit            | 1911. november 3. (22 éves)    | 4    | HFC Haarlem              |
| -    | CS    | Joop van Nellen      | 1910. március 15. (24 éves)    | 17   | DHC Delft                |
| -    | CS    | Leen Vente           | 1911. május 14. (23 éves)      | 5    | Neptunus Rotterdam       |
| -    | CS    | Manus Vrauwdeunt     | 1915. április 29. (19 éves)    | 0    | Feyenoord Rotterdam      |
| -    | CS    | Frank Wels           | 1909. február 21. (25 éves)    | 14   | Unitas Gorinchem         |

## Magyarország
Szövetségi kapitány:  Nádas Ödön
| Szám | Poszt | Név              | Születési dátum (Kor)          | Vál. | Klub                 |
| ---- | ----- | ---------------- | ------------------------------ | ---- | -------------------- |
| -    | K     | Háda József      | 1911. március 2. (23 éves)     | 11   | Ferencvárosi TC      |
| -    | K     | Szabó Antal      | 1910. szeptember 4. (23 éves)  | 10   | Hungária FC          |
| -    | V     | Bíró Sándor      | 1911. augusztus 19. (22 éves)  | 13   | Hungária FC          |
| -    | V     | Futó Gyula       | 1908. december 29. (25 éves)   | 0    | Újpest FC            |
| -    | V     | Sternberg László | 1905. május 28. (29 éves)      | 7    | Újpest FC            |
| -    | V     | Vágó József      | 1906. június 30. (27 éves)     | 1    | Debreceni Bocskai FC |
| -    | KP    | Dudás János      | 1911. február 3. (23 éves)     | 0    | Hungária FC          |
| -    | KP    | Lázár Gyula      | 1911. január 24. (23 éves)     | 19   | Ferencvárosi TC      |
| -    | KP    | Palotás István   | 1908. március 5. (26 éves)     | 4    | Debreceni Bocskai FC |
| -    | KP    | Polgár Gyula     | 1912. február 8. (22 éves)     | 5    | Ferencvárosi TC      |
| -    | KP    | Somlai Rezső     | 1911. május 22. (23 éves)      | 0    | Kispest FC           |
| -    | KP    | Szalay Antal     | 1912. március 12. (22 éves)    | 8    | Újpest FC            |
| -    | KP    | Szűcs György     | 1912. április 23. (22 éves)    | 3    | Újpest FC            |
| -    | CS    | Avar István      | 1905. május 30. (29 éves)      | 17   | Újpest FC            |
| -    | CS    | Kemény Tibor     | 1913. március 5. (21 éves)     | 5    | Ferencvárosi TC      |
| -    | CS    | Markos Imre      | 1908. június 9. (26 éves)      | 13   | Debreceni Bocskai FC |
| -    | CS    | Sárosi György    | 1912. szeptember 15. (21 éves) | 22   | Ferencvárosi TC      |
| -    | CS    | P. Szabó Gábor   | 1902. október 14. (31 éves)    | 10   | Újpest FC            |
| -    | CS    | Tamássy István   | 1911. augusztus 11. (22 éves)  | 1    | Újpest FC            |
| -    | CS    | Teleki Pál       | 1906. március 5. (28 éves)     | 6    | Debreceni Bocskai FC |
| -    | CS    | Toldi Géza       | 1909. február 11. (25 éves)    | 21   | Ferencvárosi TC      |
| -    | CS    | Vincze Jenő      | 1908. november 20. (25 éves)   | 5    | Debreceni Bocskai FC |

## Németország
Szövetségi kapitány:  Otto Nerz
| Szám | Poszt | Név                  | Születési dátum (Kor)         | Vál. | Klub                   |
| ---- | ----- | -------------------- | ----------------------------- | ---- | ---------------------- |
| *    | KP    | Ernst Albrecht       | 1907. november 12. (26 éves)  | 17   | Fortuna Düsseldorf     |
| *    | CS    | Jakob Bender         | 1910. március 23. (24 éves)   | 3    | Fortuna Düsseldorf     |
| *    | K     | Fritz Buchloh        | 1909. november 26. (24 éves)  | 5    | VfB Speldorf           |
| -    | V     | Willy Busch          | 1907. január 4. (27 éves)     | 2    | TuS Duisburg           |
| -    | CS    | Edmund Conen         | 1914. november 10. (19 éves)  | 1    | FV Saarbrücken         |
| *    | CS    | Franz Dienert        | 1900. január 4. (34 éves)     | 0    | VfB Mühlburg           |
| -    | KP    | Rudolf Gramlich      | 1908. június 6. (26 éves)     | 7    | Eintracht Frankfurt    |
| -    | V     | Sigmund Haringer     | 1908. december 9. (25 éves)   | 8    | FC Bayern München      |
| -    | CS    | Matthias Heidemann   | 1912. február 7. (22 éves)    | 1    | SC Bonn                |
| -    | CS    | Karl Hohmann         | 1908. június 18. (25 éves)    | 8    | VfL Benrath            |
| -    | K     | Hans Jakob           | 1908. június 16. (25 éves)    | 8    | Jahn Regensburg        |
| -    | KP    | Paul Janes           | 1912. március 10. (22 éves)   | 5    | Fortuna Düsseldorf     |
| -    | CS    | Stanislaus Kobierski | 1910. november 15. (23 éves)  | 12   | Fortuna Düsseldorf     |
| -    | K     | Willibald Kreß       | 1906. november 13. (27 éves)  | 13   | Rot-Weiss Frankfurt    |
| -    | CS    | Ernst Lehner         | 1912. november 7. (21 éves)   | 3    | TSV Schwaben Augsburg  |
| -    | KP    | Reinhold Münzenberg  | 1909. január 25. (25 éves)    | 4    | Alemannia Aachen       |
| -    | CS    | Rudolf Noack         | 1913. március 20. (21 éves)   | 1    | SV Hamburg             |
| -    | V     | Hans Schwartz        | 1913. március 1. (21 éves)    | 0    | SpVgg Viktoria Hamburg |
| -    | CS    | Otto Siffling        | 1912. augusztus 3. (21 éves)  | 0    | Waldhof Mannheim       |
| *    | CS    | Josef Streb          | 1912. április 16. (22 éves)   | 0    | Wacker München         |
| -    | KP    | Fritz Szepan         | 1907. szeptember 2. (26 éves) | 4    | FC Schalke 04          |
| -    | KP    | Paul Zielinski       | 1911. november 20. (22 éves)  | 0    | SV Union Hamborn       |

## Olaszország
Szövetségi kapitány:  Vittorio Pozzo
| Szám | Poszt | Név                 | Születési dátum (Kor)          | Vál. | Klub           |
| ---- | ----- | ------------------- | ------------------------------ | ---- | -------------- |
|      | K     | Giuseppe Cavanna    | 1905. szeptember 18. (28 éves) | 0    | Napoli         |
|      | K     | Gianpiero Combi     | 1902. november 20. (31 éves)   | 42   | Juventus       |
|      | K     | Guido Masetti       | 1907. november 22. (26 éves)   | 0    | AS Roma        |
|      | V     | Luigi Allemandi     | 1903. november 18. (30 éves)   | 9    | Internazionale |
|      | V     | Umberto Caligaris   | 1901. július 26. (32 éves)     | 59   | Juventus       |
|      | V     | Eraldo Monzeglio    | 1906. július 5. (27 éves)      | 12   | Bologna        |
|      | V     | Virginio Rosetta    | 1902. február 25. (32 éves)    | 51   | Juventus       |
|      | KP    | Luigi Bertolini     | 1904. szeptember 13. (29 éves) | 19   | Juventus       |
|      | KP    | Armando Castellazzi | 1904. október 7. (29 éves)     | 2    | Internazionale |
|      | KP    | Attilio Ferraris    | 1904. március 26. (30 éves)    | 22   | AS Roma        |
|      | KP    | Giuseppe Meazza     | 1910. augusztus 23. (23 éves)  | 19   | Internazionale |
|      | KP    | Luis Monti          | 1901. május 15. (33 éves)      | 10   | Juventus       |
|      | KP    | Mario Pizziolo      | 1909. december 7. (24 éves)    | 8    | Fiorentina     |
|      | KP    | Mario Varglien      | 1905. december 26. (28 éves)   | 0    | Juventus       |
|      | CS    | Pietro Arcari       | 1909. december 2. (24 éves)    | 0    | AC Milan       |
|      | CS    | Felice Borel        | 1914. április 5. (20 éves)     | 2    | Juventus       |
|      | CS    | Attilio Demaría     | 1909. március 19. (25 éves)    | 1    | Internazionale |
|      | CS    | Giovanni Ferrari    | 1907. december 6. (26 éves)    | 19   | Juventus       |
|      | CS    | Enrique Guaita      | 1910. július 11. (23 éves)     | 2    | AS Roma        |
|      | CS    | Anfilogino Guarisi  | 1905. december 26. (28 éves)   | 5    | Lazio          |
|      | CS    | Raimundo Orsi       | 1901. december 2. (32 éves)    | 27   | Juventus       |
|      | CS    | Angelo Schiavio     | 1905. május 15. (29 éves)      | 17   | Bologna        |

## Románia
Szövetségi kapitány:  Josef Uridil és Costel Rădulescu
| Szám | Poszt | Név              | Születési dátum (Kor)          | Vál. | Klub               |
| ---- | ----- | ---------------- | ------------------------------ | ---- | ------------------ |
| -    | K     | Stanislau Konrad | 1913. október 23. (20 éves)    | 0    | CA Timişoara       |
| -    | K     | Adalbert Püllöck | 1907. április 6. (27 éves)     | 5    | Crişana Oradea     |
| -    | K     | Zombori Vilmos   | 1906. január 11. (28 éves)     | 3    | Ripensia Timişoara |
| -    | V     | Gheorghe Albu    | 1909. szeptember 12. (24 éves) | 20   | Venus Bucureşti    |
| -    | V     | Bürger Rudolf    | 1908. október 31. (25 éves)    | 14   | Ripensia Timişoara |
| -    | V     | Alexandru Cuedan | 1910. szeptember 26. (23 éves) | 0    | Rapid Bucureşti    |
| -    | V     | Lazăr Sfera      | 1909. április 29. (25 éves)    | 2    | Venus Bucureşti    |
| -    | V     | Vogl Imre        | 1905. augusztus 12. (28 éves)  | 27   | Juventus Bucureşti |
| -    | KP    | Vasile Deheleanu | 1910. augusztus 12. (23 éves)  | 1    | Ripensia Timişoara |
| -    | KP    | Juhász Gusztáv   | 1911. december 19. (22 éves)   | 0    | Juventus Bucureşti |
| -    | KP    | Kotormány Rudolf | 1911. január 23. (23 éves)     | 6    | Ripensia Timişoara |
| -    | KP    | Moravetz József  | 1911. január 14. (23 éves)     | 8    | RGMT Timişoara     |
| -    | KP    | Weichelt Károly  | 1906. március 2. (28 éves)     | 1    | CAO Oradea         |
| -    | CS    | Barátky Gyula    | 1910. május 14. (24 éves)      | 1    | Crişana Oradea     |
| -    | CS    | Silviu Bindea    | 1912. október 24. (21 éves)    | 8    | Ripensia Timişoara |
| -    | CS    | Bodola Gyula     | 1912. február 26. (22 éves)    | 20   | CAO Oradea         |
| -    | CS    | Gheorghe Ciolac  | 1908. augusztus 10. (25 éves)  | 14   | Ripensia Timişoara |
| -    | CS    | Dobay István     | 1909. szeptember 26. (24 éves) | 12   | Ripensia Timişoara |
| -    | CS    | Klimek István    | 1913. április 15. (21 éves)    | 0    | ILSA Timişoara     |
| -    | CS    | Kovács Miklós    | 1911. december 29. (22 éves)   | 19   | CAO Oradea         |
| -    | CS    | Schwartz Sándor  | 1909. január 18. (25 éves)     | 4    | Ripensia Timişoara |
| -    | CS    | Grațian Sepi     | 1910. december 30. (23 éves)   | 18   | Universitatea Cluj |

## Spanyolország
Szövetségi kapitány:  Amadeo García
| Szám | Poszt | Név                 | Születési dátum (Kor)          | Vál. | Klub                   |
| ---- | ----- | ------------------- | ------------------------------ | ---- | ---------------------- |
| -    | K     | Juan José Nogués    | 1909. március 28. (25 éves)    | 0    | FC Barcelona           |
| -    | K     | Ricardo Zamora      | 1901. január 21. (33 éves)     | 42   | Real Madrid            |
| -    | V     | Ciriaco             | 1904. augusztus 8. (29 éves)   | 11   | Real Madrid            |
| -    | V     | Hilario             | 1905. december 8. (28 éves)    | 1    | Real Madrid            |
| -    | V     | Jacinto Quincoces   | 1905. július 17. (28 éves)     | 19   | Real Madrid            |
| -    | V     | Ramón Zabalo        | 1910. június 10. (24 éves)     | 5    | FC Barcelona           |
| -    | KP    | Leonardo Cilaurren  | 1912. november 5. (21 éves)    | 8    | Athletic Bilbao        |
| -    | KP    | Martín Marculeta    | 1907. szeptember 24. (26 éves) | 13   | Real Sociedad          |
| -    | KP    | José Muguerza       | 1911. szeptember 15. (22 éves) | 1    | Athletic Bilbao        |
| -    | CS    | Crisant Bosch       | 1907. december 26. (26 éves)   | 7    | Espanyol               |
| -    | CS    | Guillermo Campanal  | 1912. február 9. (22 éves)     | 0    | Sevilla FC             |
| -    | CS    | Chacho              | 1911. április 14. (23 éves)    | 2    | Deportivo de La Coruña |
| -    | CS    | Fede                | 1912. október 14. (21 éves)    | 2    | Sevilla FC             |
| -    | CS    | Guillermo Gorostiza | 1909. február 15. (25 éves)    | 9    | Athletic Bilbao        |
| -    | CS    | José Iraragorri     | 1912. március 16. (22 éves)    | 1    | Athletic Bilbao        |
| -    | CS    | Lafuente            | 1907. december 31. (26 éves)   | 5    | Athletic Bilbao        |
| -    | CS    | Isidro Lángara      | 1912. május 25. (22 éves)      | 3    | Real Oviedo            |
| -    | CS    | Simón Lecue         | 1912. február 11. (22 éves)    | 0    | Real Betis             |
| -    | CS    | Luis Marín Sabater  | 1906. szeptember 4. (27 éves)  | 0    | Atlético Madrid        |
| -    | CS    | Luis Regueiro       | 1908. július 1. (25 éves)      | 16   | Real Madrid            |
| -    | CS    | Pedro Solé          | 1905. május 7. (29 éves)       | 3    | Espanyol               |
| -    | CS    | Martí Ventolrà      | 1906. december 16. (27 éves)   | 5    | FC Barcelona           |

## Svájc
Szövetségi kapitány:  Heini Müller
| Szám | Poszt | Név                | Születési dátum (Kor)          | Vál. | Klub                    |
| ---- | ----- | ------------------ | ------------------------------ | ---- | ----------------------- |
| -    | K     | Renato Bizzozero   | 1912. szeptember 7. (21 éves)  | 0    | FC Lugano               |
| -    | K     | Willy Huber        | 1913. december 17. (20 éves)   | 2    | Grasshopper Club Zürich |
| -    | K     | Frank Séchehaye    | 1907. november 3. (26 éves)    | 31   | Servette FC             |
| -    | V     | Louis Gobet        | 1908. október 28. (25 éves)    | 1    | FC Bern                 |
| -    | V     | Severino Minelli   | 1909. szeptember 6. (24 éves)  | 27   | Grasshopper Club Zürich |
| -    | V     | Arnaldo Ortelli    | 1913. augusztus 5. (20 éves)   | 0    | FC Lugano               |
| -    | V     | Max Weiler         | 1900. szeptember 25. (33 éves) | 34   | Grasshopper Club Zürich |
| -    | V     | Walter Weiler      | 1903. december 4. (30 éves)    | 6    | Grasshopper Club Zürich |
| -    | KP    | Ernst Frick        |                                | 0    | Luzern                  |
| -    | KP    | Albert Guinchard   | 1914. november 10. (19 éves)   | 2    | Servette FC             |
| -    | KP    | Ernst Hufschmid    | 1913. február 4. (21 éves)     | 6    | FC Basel                |
| -    | KP    | Fernand Jaccard    | 1907. október 8. (26 éves)     | 0    | FC La Tour-de-Peilz     |
| -    | KP    | Edmond Loichot     | 1905. (28–29 éves)             | 4    | Servette FC             |
| -    | CS    | André Abegglen     | 1909. március 7. (25 éves)     | 30   | Grasshopper Club Zürich |
| -    | CS    | Joseph Bossi       | 1911. augusztus 29. (22 éves)  | 3    | FC Bern                 |
| -    | CS    | Albert Büche       | 1911. (22–23 éves)             | 5    | FC Nordstern Basel      |
| -    | CS    | Otto Bühler        |                                | 0    | Grasshopper Club Zürich |
| -    | CS    | Erwin Hochsträsser | 1911. (22–23 éves)             | 2    | Lausanne-Sport          |
| -    | CS    | Alfred Jäck        | 1911. augusztus 2. (22 éves)   | 17   | FC Basel                |
| -    | CS    | Willy Jäggi        | 1906. július 28. (27 éves)     | 15   | Lausanne-Sport          |
| -    | CS    | Leopold Kielholz   | 1911. június 9. (23 éves)      | 4    | Servette FC             |
| -    | CS    | Raymond Passello   | 1905. január 12. (29 éves)     | 17   | Servette FC             |
| -    | CS    | Willy von Känel    | 1909. október 30. (24 éves)    | 16   | FC Bienne-Biel          |

## Svédország
Szövetségi kapitány:  Nagy József
| Szám | Poszt | Név                | Születési dátum (Kor)          | Vál. | Klub                   |
| ---- | ----- | ------------------ | ------------------------------ | ---- | ---------------------- |
| -    | K     | Anders Rydberg     | 1903. március 3. (31 éves)     | 18   | IFK Göteborg           |
| -    | K     | Eivar Widlund      | 1905. június 15. (29 éves)     | 5    | AIK Stockholm          |
| -    | V     | Otto Andersson     | 1910. május 7. (24 éves)       | 9    | Örgryte IS             |
| -    | V     | Sven Andersson     | 1907. február 14. (27 éves)    | 15   | AIK Solna              |
| -    | V     | Nils Axelsson      | 1906. január 18. (28 éves)     | 7    | Hälsingborgs IF        |
| -    | KP    | Ernst Andersson    | 1909. március 26. (25 éves)    | 11   | IFK Göteborg           |
| -    | KP    | Rune Carlsson      | 1909. október 1. (24 éves)     | 5    | IFK Eskilstuna         |
| -    | KP    | Victor Carlund     | 1906. február 5. (28 éves)     | 6    | Örgryte IS             |
| -    | KP    | Helge Liljebjörn   | 1904. augusztus 16. (29 éves)  | 12   | GAIS                   |
| -    | KP    | Nils Rosén         | 1902. május 22. (32 éves)      | 20   | Hälsingborgs IF        |
| -    | KP    | Einar Snitt        | 1905. október 13. (28 éves)    | 13   | Sandvikens IF          |
| -    | CS    | Gösta Dunker       | 1905. szeptember 16. (28 éves) | 13   | Sandvikens IF          |
| -    | CS    | Ragnar Gustavsson  | 1907. szeptember 28. (26 éves) | 6    | GAIS Göteborg          |
| -    | CS    | Carl-Erik Holmberg | 1906. július 17. (27 éves)     | 14   | Örgryte IS             |
| -    | CS    | Gunnar Jansson     | 1907. augusztus 17. (26 éves)  | 1    | Gefle IF Gävle         |
| -    | CS    | Georg Johansson    | 1910. április 23. (24 éves)    | 1    | IK Brage Borlänge      |
| -    | CS    | Sven Jonasson      | 1909. július 9. (24 éves)      | 2    | IF Elfsborg Borås      |
| -    | CS    | Tore Keller        | 1905. január 4. (29 éves)      | 18   | IK Sleipner Norrköping |
| -    | CS    | Knut Kroon         | 1906. június 19. (27 éves)     | 31   | Hälsingborgs IF        |
| -    | CS    | Harry Lundahl      | 1905. október 16. (28 éves)    | 14   | IFK Eskilstuna         |
| -    | CS    | Gunnar Olsson      | 1908. július 19. (25 éves)     | 6    | GAIS Göteborg          |
| -    | CS    | Arvid Thörn        | 1911. február 13. (23 éves)    | 2    | IFK Grängesberg        |